# Comté de Polk (Iowa)
Pour les articles homonymes, voir Comté de Polk.
Le comté de Polk, en anglais : Polk County, est situé dans l'État de l'Iowa aux États-Unis. Il est fondé le 13 janvier 1846 et nommé en l'honneur du 11e président américain, James Knox Polk.
Selon le recensement de 2010, sa population était de 430 640 habitants. Le siège de comté est la ville de Des Moines, capitale de l’État. Le premier palais de justice a été construit en 1846. Il est suivi, en 1858, par une 2e construction, retardée par la guerre civile, et finalisée 8 ans plus tard. L'actuel bâtiment date, lui, de 1900. Il est de style néo-renaissance.
Le comté de Polk vote traditionnellement pour le Parti démocrate.